# Sở (tổ chức hành chính Việt Nam)
Sở là cơ quan chuyên môn thuộc Ủy ban nhân dân cấp tỉnh; thực hiện chức năng tham mưu, giúp Ủy ban nhân dân cấp tỉnh quản lý nhà nước về ngành, lĩnh vực ở địa phương theo quy định của pháp luật và theo phân công hoặc ủy quyền của Ủy ban nhân dân cấp tỉnh, Chủ tịch Ủy ban nhân dân cấp tỉnh.

## Tổ chức các Sở thuộc Ủy ban nhân dân cấp tỉnh

### Các sở được tổ chức thống nhất ở các địa phương

#### 1. Sở Nội vụ
Tham mưu, giúp Ủy ban nhân dân cấp tỉnh thực hiện chức năng quản lý nhà nước về: Tổ chức hành chính, sự nghiệp nhà nước; chính quyền địa phương, địa giới đơn vị hành chính; cán bộ, công chức, viên chức và công vụ; cải cách hành chính; hội, tổ chức phi chính phủ; thi đua, khen thưởng; văn thư, lưu trữ nhà nước; thanh niên; lao động, tiền lương; việc làm; bảo hiểm xã hội; an toàn, vệ sinh lao động; người có công; bình đẳng giới.
Tham mưu, giúp Ủy ban nhân dân cấp tỉnh thực hiện chức năng quản lý nhà nước về dân tộc và tín ngưỡng, tôn giáo trong trường hợp không thành lập Sở Dân tộc và Tôn giáo.

#### 2. Sở Tư pháp
Tham mưu, giúp Ủy ban nhân dân cấp tỉnh thực hiện chức năng quản lý nhà nước về: Công tác xây dựng và tổ chức thi hành pháp luật; theo dõi việc thi hành pháp luật; kiểm tra, xử lý văn bản quy phạm pháp luật; phổ biến, giáo dục pháp luật, hòa giải cơ sở; hộ tịch; quốc tịch; nuôi con nuôi; luật sư, tư vấn pháp luật; trợ giúp pháp lý; công chứng, chứng thực; giám định tư pháp; đấu giá tài sản; trọng tài thương mại; hòa giải thương mại; quản tài viên, doanh nghiệp quản lý, thanh lý tài sản và hoạt động hành nghề quản lý, thanh lý tài sản; thừa phát lại; đăng ký biện pháp bảo đảm; bồi thường nhà nước; pháp chế; quản lý công tác thi hành pháp luật về xử lý vi phạm hành chính và công tác tư pháp khác theo quy định của pháp luật.

#### 3. Sở Tài chính
Tham mưu, giúp Ủy ban nhân dân cấp tỉnh thực hiện chức năng quản lý nhà nước về: Chiến lược kế hoạch phát triển kinh tế - xã hội; quy hoạch; đầu tư (đầu tư trong nước, đầu tư nước ngoài ở địa phương); tài chính; ngân sách nhà nước; vay và trả nợ của chính quyền địa phương (trong nước và nước ngoài); viện trợ của nước ngoài cho Việt Nam và viện trợ của Việt Nam cho nước ngoài; thuế, phí, lệ phí và thu khác của ngân sách nhà nước; tài sản công; các quỹ tài chính nhà nước ngoài ngân sách; kế toán, kiểm toán độc lập; giá và các hoạt động dịch vụ tài chính tại địa phương theo quy định của pháp luật; đấu thầu; doanh nghiệp, kinh tế tập thể, kinh tế hợp tác.

#### 4. Sở Công Thương
Tham mưu, giúp Ủy ban nhân dân cấp tỉnh thực hiện chức năng quản lý nhà nước về công thương, bao gồm các ngành và lĩnh vực: Cơ khí; luyện kim; điện; năng lượng mới; năng lượng tái tạo; sử dụng năng lượng tiết kiệm và hiệu quả; dầu khí; hóa chất; vật liệu nổ công nghiệp; công nghiệp khai thác mỏ và chế biến khoáng sản (trừ vật liệu xây dựng thông thường và sản xuất xi măng); công nghiệp tiêu dùng; công nghiệp thực phẩm; công nghiệp hỗ trợ; công nghiệp môi trường; công nghiệp chế biến khác; tiểu thủ công nghiệp; khuyến công; hoạt động thương mại và lưu thông hàng hóa trên địa bàn; sản xuất và tiêu dùng bền vững; xuất khẩu, nhập khẩu; quản lý thị trường; thương mại biên giới (đối với các tỉnh có biên giới); dịch vụ logistics; xúc tiến thương mại; thương mại điện tử; dịch vụ thương mại; quản lý cạnh tranh; bảo vệ quyền lợi người tiêu dùng và quản lý hoạt động kinh doanh theo phương thức đa cấp; phòng vệ thương mại; hội nhập kinh tế quốc tế; cụm công nghiệp trên địa bàn.

#### 5. Sở Nông nghiệp và Môi trường
Tham mưu, giúp Ủy ban nhân dân cấp tỉnh thực hiện chức năng quản lý nhà nước về: Nông nghiệp; lâm nghiệp; diêm nghiệp; thủy sản; thủy lợi; phòng, chống thiên tai; giảm nghèo; phát triển nông thôn; đất đai; tài nguyên nước; tài nguyên khoáng sản, địa chất; môi trường; khí tượng thủy văn; biến đổi khí hậu; đo đạc và bản đồ; quản lý tổng hợp và thống nhất về biển và hải đảo (đối với đơn vị hành chính có biển, đảo) theo quy định của pháp luật.

#### 6. Sở Xây dựng
Tham mưu, giúp Ủy ban nhân dân cấp tỉnh thực hiện chức năng quản lý nhà nước về: Quy hoạch xây dựng và kiến trúc; hoạt động đầu tư xây dựng; phát triển đô thị; hạ tầng kỹ thuật đô thị và nông thôn (bao gồm: Cấp nước sạch (trừ nước sạch nông thôn); thoát nước và xử lý nước thải (trừ xử lý nước thải tại chỗ; thoát nước phục vụ sản xuất nông nghiệp, sản xuất muối); công viên, cây xanh đô thị; chiếu sáng đô thị; nghĩa trang (trừ nghĩa trang liệt sĩ) và cơ sở hỏa táng; kết cấu hạ tầng giao thông đô thị; quản lý không gian xây dựng ngầm; quản lý sử dụng chung công trình hạ tầng kỹ thuật đô thị và khu dân cư nông thôn); nhà ở; công sở; thị trường bất động sản; vật liệu xây dựng; giao thông vận tải đường bộ, đường sắt, đường thuỷ nội địa; an toàn giao thông (không bao gồm nhiệm vụ sát hạch, cấp giấy phép lái xe cơ giới đường bộ).
Đối với thành phố Hà Nội và Thành phố Hồ Chí Minh có Sở Quy hoạch - Kiến trúc thì chức năng tham mưu về quy hoạch xây dựng và kiến trúc do Sở Quy hoạch - Kiến trúc thực hiện.

#### 7. Sở Khoa học và Công nghệ
Tham mưu, giúp Ủy ban nhân dân cấp tỉnh quản lý nhà nước về: Khoa học và công nghệ; phát triển tiềm lực khoa học và công nghệ; tiêu chuẩn, đo lường, chất lượng; sở hữu trí tuệ; ứng dụng bức xạ và đồng vị phóng xạ; an toàn bức xạ và hạt nhân; bưu chính; viễn thông; tần số vô tuyến điện; công nghiệp công nghệ thông tin, công nghiệp công nghệ số; ứng dụng công nghệ thông tin (không bao gồm an toàn thông tin, an ninh mạng); giao dịch điện tử; kinh tế số, xã hội số và chuyển đổi số; hạ tầng thông tin truyền thông.

#### 8. Sở Văn hóa, Thể thao và Du lịch
Tham mưu, giúp Ủy ban nhân dân cấp tỉnh thực hiện chức năng quản lý nhà nước về: Văn hóa; gia đình; thể dục, thể thao; du lịch; báo chí; xuất bản, in, phát hành; phát thanh và truyền hình; thông tin điện tử; thông tấn; thông tin cơ sở và thông tin đối ngoại; quảng cáo; việc sử dụng Quốc kỳ, Quốc huy, Quốc ca và chân dung Chủ tịch Hồ Chí Minh.
Đối với các địa phương có Sở Du lịch thì chức năng tham mưu, giúp Ủy ban nhân dân cấp tỉnh quản lý nhà nước về du lịch do Sở Du lịch thực hiện và đổi tên Sở Văn hóa, Thể thao và Du lịch thành Sở Văn hóa và Thể thao.

#### 9. Sở Giáo dục và Đào tạo
Tham mưu, giúp Ủy ban nhân dân cấp tỉnh thực hiện chức năng quản lý nhà nước về: Giáo dục mầm non; giáo dục phổ thông; giáo dục nghề nghiệp, giáo dục thường xuyên; giáo dục đại học (nếu có).

#### 10. Sở Y tế
Tham mưu, giúp Ủy ban nhân dân cấp tỉnh thực hiện chức năng quản lý nhà nước về: Y tế dự phòng; khám bệnh, chữa bệnh; phục hồi chức năng; giám định y khoa, pháp y, pháp y tâm thần; y dược cổ truyền; sức khỏe sinh sản; trang thiết bị y tế; dược; mỹ phẩm; an toàn thực phẩm; bảo hiểm y tế; dân số; trẻ em; quản lý sử dụng Quỹ Bảo trợ trẻ em; bảo trợ xã hội; phòng, chống tệ nạn xã hội (không bao gồm cai nghiện ma túy và quản lý sau cai nghiện ma túy).

#### 11. Thanh tra tỉnh
Tham mưu, giúp Ủy ban nhân dân cấp tỉnh thực hiện chức năng quản lý nhà nước và thực hiện nhiệm vụ thanh tra, tiếp công dân, giải quyết khiếu nại, tố cáo và phòng, chống tham nhũng, lãng phí, tiêu cực theo quy định của pháp luật.

#### 12. Văn phòng Ủy ban nhân dân
Tham mưu, giúp Ủy ban nhân dân cấp tỉnh về: Chương trình, kế hoạch công tác của Ủy ban nhân dân, Chủ tịch Ủy ban nhân dân cấp tỉnh; kiểm soát thủ tục hành chính; tổ chức triển khai thực hiện cơ chế một cửa, một cửa liên thông trong giải quyết thủ tục hành chính thuộc thẩm quyền của địa phương; tổ chức, quản lý và công bố các thông tin chính thức về hoạt động của Ủy ban nhân dân, Chủ tịch Ủy ban nhân dân cấp tỉnh; đầu mối Cổng thông tin điện tử, kết nối hệ thống thông tin hành chính điện tử phục vụ công tác lãnh đạo, chỉ đạo điều hành của Ủy ban nhân dân, Chủ tịch Ủy ban nhân dân cấp tỉnh; quản lý công báo và phục vụ các hoạt động chung của Ủy ban nhân dân cấp tỉnh; giúp Chủ tịch Ủy ban nhân dân và các Phó Chủ tịch Ủy ban nhân dân cấp tỉnh thực hiện nhiệm vụ, quyền hạn theo thẩm quyền; quản lý công tác quản trị nội bộ của Văn phòng.

### Các sở đặc thù được tổ chức ở một số địa phương

#### 1. Sở Ngoại vụ
Tham mưu, giúp Ủy ban nhân dân cấp tỉnh thực hiện chức năng quản lý nhà nước về: Công tác ngoại vụ và công tác biên giới lãnh thổ quốc gia (đối với những tỉnh có đường biên giới).
Sở Ngoại vụ được thành lập khi đáp ứng một trong các tiêu chí sau:
a) Có cửa khẩu quốc tế đường bộ;
b) Có cửa khẩu quốc tế đường hàng không;
c) Có cảng biển quốc tế;
d) Có từ 500 dự án đầu tư nước ngoài trở lên (hoặc có tổng vốn đầu tư nước ngoài đạt trên 100.000 tỷ Việt Nam đồng) đang hoạt động tại địa phương, có trên 4.000 người nước ngoài hiện đang sinh sống và làm việc tại địa phương, có kim ngạch xuất nhập khẩu hàng năm đạt từ 100.000 tỷ Việt Nam đồng trở lên, đã ký kết thỏa thuận về hợp tác quốc tế với 5 địa phương trở lên.
Đối với các địa phương không tổ chức riêng Sở Ngoại vụ thì sáp nhập, chuyển chức năng, nhiệm vụ về Văn phòng Ủy ban nhân dân cấp tỉnh.

#### 2. Sở Dân tộc và Tôn giáo
Tham mưu, giúp Ủy ban nhân dân cấp tỉnh thực hiện chức năng quản lý nhà nước về dân tộc và tín ngưỡng, tôn giáo.
Sở Dân tộc và Tôn giáo được thành lập khi đáp ứng đủ các tiêu chí sau:
a) Có ít nhất 20.000 người dân tộc thiểu số sống tập trung thành cộng đồng làng, bản;
b) Có ít nhất 5.000 người dân tộc thiểu số đang cần Nhà nước tập trung giúp đỡ, hỗ trợ phát triển;
c) Có đồng bào dân tộc thiểu số sinh sống ở địa bàn xung yếu về an ninh, quốc phòng; địa bàn xen canh, xen cư hoặc biên giới có đông đồng bào dân tộc thiểu số nước ta và nước láng giềng thường xuyên qua lại.
Đối với các địa phương không tổ chức riêng Sở Dân tộc và Tôn giáo thì chuyển chức năng, nhiệm vụ về Sở Nội vụ.

#### 3. Sở Du lịch
Tham mưu, giúp Ủy ban nhân dân cấp tỉnh thực hiện chức năng quản lý nhà nước về lĩnh vực du lịch.
Sở Du lịch được thành lập khi đáp ứng đủ các tiêu chí sau:
a) Có di sản văn hóa vật thể được Tổ chức Giáo dục, Khoa học và Văn hóa Liên hiệp quốc (UNESCO) ghi danh là Di sản thế giới hoặc có tài nguyên và tiềm năng du lịch nổi trội (có khu du lịch quốc gia, điểm du lịch quốc gia hoặc đô thị du lịch, điểm tham quan, nghỉ dưỡng có quy mô lớn, nổi bật);
b) Ngành du lịch được xác định là ngành kinh tế mũi nhọn trong định hướng phát triển kinh tế - xã hội của địa phương và có giá trị kinh tế từ du lịch đóng góp vào tổng sản phẩm nội địa (GDP) hàng năm của địa phương với tỷ trọng từ 10% trở lên trong 5 năm liên tục.
Đối với các địa phương không tổ chức riêng Sở Du lịch thì sáp nhập, chuyển chức năng, nhiệm vụ về Sở Văn hóa và Thể thao và đổi tên thành Sở Văn hóa, Thể thao và Du lịch.

#### 4. Sở Quy hoạch - Kiến trúc
Được thành lập ở thành phố Hà Nội và Thành phố Hồ Chí Minh
Tham mưu, giúp Ủy ban nhân dân thành phố thực hiện chức năng quản lý nhà nước về quy hoạch xây dựng, kiến trúc.
Trường hợp thành phố Hà Nội và Thành phố Hồ Chí Minh không tổ chức riêng Sở Quy hoạch - Kiến trúc thì sáp nhập, chuyển chức năng, nhiệm vụ về Sở Xây dựng.

### Các sở chỉ có tại một vài địa phương
(Các Sở dưới đây không được quy định thống nhất toàn quốc mà tự lập tại một vài địa phương)
1. Sở Giao thông vận tải - Xây dựng (sáp nhập Sở Giao thông vận tải và Sở Xây dựng, tại Lào Cai)
2. Ban Dân tộc - Tôn giáo (sáp nhập Ban Dân tộc và Ban Tôn giáo thuộc Sở Nội vụ, tại Bạc Liêu)
3. Sở An toàn thực phẩm (chỉ có tại Thành phố Hồ Chí Minh) 

## Cơ cấu tổ chức của Sở
1. Văn phòng (nếu có)
2. Thanh tra (nếu có)
3. Phòng chuyên môn, nghiệp vụ
4. Chi cục và tổ chức tương đương (nếu có)
5. Đơn vị sự nghiệp công lập (nếu có)